# Reginald Lee
Reginald Robinson Lee (Benson, 19 de maio de 1870 – Kenilworth, 6 de agosto de 1913) foi um marinheiro britânico pertencente à White Star Line, designado como vigia durante a viagem inaugural do RMS Titanic em abril de 1912.

## Biografia
Nascido em Benson, Oxfordshire, Lee serviu na Marinha Real Britânica até ser colocado na lista de aposentados em fevereiro de 1900.
Ele se juntou à tripulação do Titanic em 6 de abril de 1912, tendo sido transferido de seu navio irmão, RMS Olympic. Em 14 abril, Lee se juntou com o vigia Frederick Fleet no cesto da gávea a partir das 10h da noite. Os binóculos não estavam disponíveis aos vigias, devido ao fato de que as chaves do armário onde estavam guardados não estavam a bordo, forçando Lee e Fleet a confiarem em suas visões.
Durante o naufrágio do Titanic, Lee foi ordenado a embarcar no bote salva-vidas Nº 13, que foi lançado do lado estibordo do navio às 1h30min da madrugada. Como resultado, Lee sobreviveu ao desastre, assim como Fleet.
Lee testemunhou sobre o desastre antes do inquérito da Câmara de Comércio, mas faleceu pouco depois devido a complicações relacionadas à pneumonia em Kenilworth, em 6 de agosto de 1913.